# Yao Ming
Yao Ming (kinesisk: 姚明; pinyin: Yáo Míng); (født 12. september 1980 i Shanghai, Kina) er en kinesisk tidligere professionel basketballspiller, som i dag arbejder som formand for CBA, hvilke er den kinesiske basketball association.
Begge af Yaos forældre var professionelle basketballspillere i Kina, og der er en populær teori om at den kinesiske regering opfordrede hans forældre, som begge er langt over gennemsnitshøjden i Kina, til at få et barn for at få et meget højt barn, som kunne blive en basketball stjerne.
I 2016 blev Yao optaget i Naismith Memorial Basketball Hall of Fame.

## Spillerkarriere

### Shanghai Sharks
Yao begyndte sin professionelle karriere hos Shanghai Sharks i hans hjemby. Yao spillede 5 sæsoner for Sharks, og var hurtigt en af de bedste spillere i Kina trods sin unge alder.
Yao vandt Most Valuable Player i 2001, og var med på holdet som vandt den Kinesiske liga i 2002.

### Houston Rockets
Yao Ming blev ved drafen i 2002 valgt med det første draft pick af Houston Rockets. Trods at Yao ikke kunne snakke engelsk, så have han en fin start på sin NBA karriere, og kom i sin debutsæson på All-Star holdet.
Yao fortsatte sin udvikling, og i 2004 fik Rockets tradet sig til Tracy McGrady, og de dannede en af ligaens bedste duoer sammen.
Yao begyndte dog at blive plaget af skader efter at have været næsten skadesfri i de første 3 år af hans karriere. Især skader til foden plaget Yao.
Yao havde i 2005-06 sæsonen til december sin bedste sæson i USA og var endda et navn i MVP-snakken, men blev skadet igen, denne gang til knæet.
Den 9. november 2007 spillede Yao og Rockets imod Milwaukee Bucks. Dette var stort fordi at Bucks også havde en kinesisk spiller på holdet, Yi Jianlin. Over 200 millioner mennesker i Kina så kampen i mellem landets 2 bedste spillere, som Rockets vandt.
I 2008-09 sæsonen spillede Yao hele sæsonen uden skade, og trods en skade til McGrady, ledte Rockets til slutspillet. Her vandt Houston over Trail Blazers, hvilke var første gang at Yao kom videre fra den første runde i slutspillet i sin karriere. Yao blev desværre skadet i den anden runde med en ankelskade som viste sig at være seriøs.
Yao missede hele 2009-10 sæsonen med skaden, og vendte tilbage til 2010-11 sæsonen. Rockets forsøgte at spillede Yao mindre for at skåne ham. Det virkede dog ikke da skaden sprang up igen kort inde i sæsonen, og Yao missede resten af sæsonen.

### Pension
Yaos kontrakt med Rockets udløb efter sæsonen, og Yao annoncerede i sommeren 2011, at han ville gå på pension på grund af skaderne.
Yao blev i 2016 optage i Hall of Fame, og fik i 2017 pensioneret sit nummer 11 hos Houston Rockets.

## Efter basketball

### Fredning
Yao Ming har været involveret i fredning af truede dyrearter i mange år, endda mens han stadig spillede, men især efter hans karriere. Yao har siden 2006 været en ambassadør for WildAid.
Yao har været involveret i at få kinesere til at spise markant mindre hajfinnesuppe for at beskytte truede hajer.
Han har også været meget aktiv i at kæmpe imod handlen af elfenben.

### Formand i CBA
Yao Ming blev i 2017 valgt som den nye formand for CBA, det kinesiske basketball forbund.